# 24959 Zielenbach
24959 Zielenbach este un asteroid din centura principală de asteroizi.

## Descriere
24959 Zielenbach este un asteroid din centura principală de asteroizi. A fost descoperit pe 3 octombrie 1997 la Modra de Adrián Galád și Alexander Pravda. Asteroidul prezintă o orbită caracterizată de o semiaxă mare de 3,07 ua, o excentricitate de 0,11 și o înclinație de 8,8° în raport cu ecliptica.